# Commissario di avaria
Il commissario di avaria è una persona e/o un'azienda che lavora fiduciariamente per conto di compagnie di assicurazione nella gestione delle avarie alle merci trasportate e/o ai corpi (navi, imbarcazioni da diporto, yacht, aerei, treni).
In pratica si occupa di far periziare e quantificare i danni agli Enti prima citati ed è un lavoro di alta responsabilità e capacità professionale.
| Controllo di autorità | Thesaurus BNCF 48877 |